# Амневил
Амневил (фр. Amnéville) насеље је и општина у североисточној Француској у региону Лорена, у департману Мозел која припада префектури Мец Кампањ.
По подацима из 2011. године у општини је живело 10.090 становника, а густина насељености је износила 964,63 становника/km². Општина се простире на површини од 10,46 km². Налази се на средњој надморској висини од 130 метара (максималној 366 m, а минималној 157 m).

## Демографија
| 1962. | 1968. | 1975. | 1982. | 1990. | 1999. | 2011.  |
| ----- | ----- | ----- | ----- | ----- | ----- | ------ |
| 8.220 | 8.492 | 8.996 | 8.951 | 8.926 | 9.314 | 10.090 |

График промене броја становника у току последњих година